# این باید عشق می‌بود
«این باید عشق می‌بود» (به انگلیسی: It Must Have Been Love)، بالادی از گروه دو نفرهٔ سوئدی راکست است که پر گسله آن را سروده‌است. این بالاد، سومین ترانهٔ شمارهٔ یک راکست در ایالات متحده بود و یکی از پرفروش‌ترین ترانه‌های آنهاست که توانست در چندین کشور گواهینامهٔ طلا دریافت کند.
«این باید عشق می‌بود» یکی از موسیقی‌های متن به کار برده شده در فیلم پر طرفدار زن زیبا است که رقیب ترانه‌هایی چون نگاه، جوی‌راید و به قلبت گوش کن از جهت همبستگی نزدیک به آنها است. در سال ۲۰۰۵، پر گسله از سوی بی‌ام‌آی به دلیل ۴ میلیون بار پخش از رادیو موفق به کسب جایزه شد.